# جایزه انجمن منتقدان فیلم شیکاگو برای بهترین فیلمبرداری
جایزه انجمن منتقدان فیلم شیکاگو برای بهترین فیلمبرداری (انگلیسی: Chicago Film Critics Association Award for Best Cinematography) یکی از چندین دسته ارائه شده توسط انجمن منتقدان فیلم شیکاگو، انجمنی از منتقدان حرفه‌ای فیلم است که در رسانه‌های چاپی، پخش و آنلاین، مستقر در شیکاگو کار می‌کنند. از زمان سومین جوایز انجمن منتقدان فیلم شیکاگو (۱۹۹۰)، این جایزه سالانه ارائه می‌شود. نامزدی از سال ۱۹۹۱ تا ۱۹۹۴ در دسترس نیست. اولین جایزه انجمن منتقدان فیلم شیکاگو برای بهترین فیلمبرداری به دین سملر برای کارش در رقصنده با گرگ‌ها اهدا شد. آخرین دریافت کننده این جایزه آری وگنر برای قدرت سگ (فیلم ۲۰۲۱) است.